# La Onzième Heure, le dernier virage
 (février 2024).
- Si vous ne connaissez pas le sujet, laissez ce bandeau (vous pouvez alors contacter les auteurs).
- Si vous supprimez le contenu mis en cause (vous pouvez préalablement contacter les auteurs),

argumentez précisément cette suppression dans la page de discussion
(un manque de référence n'est pas un argument ; une recherche réelle de référence doit avoir été effectuée, être formellement documentée).
Pour plus de détails, voir Fiche technique et Distribution.
La Onzième Heure, le dernier virage (The 11th Hour) est un film documentaire américain réalisé par Nadia Conners et Leila Conners Petersen, sorti en 2007.
Produit par Leonardo DiCaprio, le film porte un regard sur l'état de l'environnement et les solutions pour tenter de restaurer l'écosystème planétaire, à travers des rencontres avec une cinquantaine de scientifiques, intellectuels et leaders politiques.

## Fiche technique
- Titre : La Onzième Heure, le dernier virage
- Titre original : The 11th Hour
- Réalisation : Leila Conners et Nadia Conners
- Scénario : Leila Conners, Nadia Conners et Leonardo DiCaprio
- Musique : Jean-Pascal Beintus
- Photographie : Peter Youngblood Hills
- Montage : Luis Alvarez y Alvarez et Pietro Scalia
- Production : Chuck Castleberry, Leila Conners, Leonardo DiCaprio et Brian Gerber
- Société de production : Appian Way, Greenhour et Tree Media Group
- Société de distribution : Warner Independent Pictures (États-Unis)
- Pays de production :  États-Unis
- Genre : Documentaire
- Durée : 95 minutes
- Dates de sortie : 
  - États-Unis : 17 août 2007
  - France : 9 février 2008

## Distribution
- Andrew Weil
- Andy Lipkis
- Andrew Revkin
- Betsy Taylor
- Bill McDonough
- Bill McKibben
- Brock Dolman
- Bruce Mau
- David Orr
- David Suzuki
- Diane Wilson
- Gloria Flora
- Greg Watson
- Herman Daly
- James Hillman
- James Parks Morton
- James Woolsey
- Janine Benyus
- Jeremy Jackson
- Jerry Mander
- John Todd (biologiste)
- Joseph Tainter
- Kenny Ausubel
- Leo Gerard
- Lester R. Brown
- Mathew Petersen
- Michel Gelobter
- Mikhail Gorbachev
- Nathan Gardels
- Omar Freilla
- Oren Lyons
- Paolo Soleri
- Paul Hawken
- Paul Stamets
- Peter Demenocal
- Peter Warshall
- Ray Anderson
- Richard Heinberg
- Rick Fedrizzi
- Sandra Postel
- Sheila Watt-Cloutier
- Stephen Hawking
- Stephen Schneider
- Stuart Pimm
- Sylvia Earle
- Theo Colborn
- Thom Hartmann
- Thomas Linzey
- Tim Carmichael
- Tzeporah Berman
- Vijay Vaitheeswaran
- Wade Davis (anthropologue)
- Wallace J. Nichols
- Wangari Maathai
- Wes Jackson

## Présentation
Ce documentaire montre l'état de l'environnement et de la biodiversité au début du XXIe siècle et les méfaits de l'activité humaine sur ce dernier.
Des explications, arguments et solutions concrètes y sont donnés, pour tenter de sauver et restaurer l'écosystème planétaire (la biosphère), à travers des rencontres avec une cinquantaine de scientifiques, intellectuels et leaders politiques  réputées dans leur domaine de compétence et impliquées dans l'action ou dans la compréhension de ces phénomènes. Quelques-uns sont médiatiques (Stephen Hawking ou Mikhaïl Gorbatchev), mais la plupart sont inconnus du grand public, mais experts dans leur domaine et impliqués dans des processus de changements économiques, sociaux, ou de gouvernance.
Depuis la sortie de ce film, la prise de conscience semble progresser mais les questions posées restent d'actualité.

## Rythmique
La première partie entamée avec le bruit d'un battement de cœur est caractérisée par un rythme visuel et sonore haché où de nombreuses images se succèdent à un rythme saccadé et très rapide, montées comme le sont souvent les bandes annonce de films d'action de la fin des années 1990 et du début des années 2000, ou évoquant les flashs d'information à la télévision. 
Ici le rythme semble vouloir mettre le spectateur en empathie avec le constat de dégradation générale de l'environnement, presque toujours filmé en plans larges. 
S'il elle ne dresse un véritable bilan de la situation des écosystèmes, cette première partie du film, par l'image et par quelques séquences-choc, entrecoupées de vues de grands et beaux paysages naturels ou évoquant les forces de la nature met le spectateur en position d'évitement du déni pour l'ouvrir à la parole des personnalités qui vont suivre. 
Dans la seconde partie, le rythme (sonore et de succession des images et des séquences) s'apaise, et plus on s'approche de la conclusion, plus ce rythme est apparemment lent et calme (en fait les séquences d'extraits d'interviews sont courtes et se succèdent assez rapidement, mais sans heurts et presque sans qu'on en ait conscience, grâce au montage et au fil conducteur qui donne l'impression d'entendre un même discours, cohérent, logique et continu ; bien qu'il soit tenu par des locuteurs successifs très différents (et plus souvent masculins)…
À la fin du film, le rythme plus lent, alors que la caméra se rapproche des interlocuteurs choisis par l'auteur. Avant la conclusion, des visages de personnes de différents âges et origines, souvent souriants sont filmés.
La rythmique du film sert le synopsis, et conduit le spectateur à finalement se questionner, de manière sereine mais concentrée, sur les solutions possibles. 

## Un film d'auteur et de citations
L'auteur marque ponctuellement le film, mais il s'efface souvent devant les personnalités auxquelles il donne la parole, en leur laissant le temps de s'exprimer clairement et lentement, sans images de fond ou décor perturbant l'attention du spectateur. 
Une cinquantaine d'experts du développement soutenable ou des hommes qui ont su changer le monde (Mikhail Gorbatchev), des scientifiques (Stephen Hawking), penseurs ou philosophes ou encore à James Woolsey (ancien directeur de la CIA) expliquent comment l'humanité a pu en arriver à menacer ses propres conditions de vie et de survie. Elles expliquent aussi  quelles sont les solutions crédibles et qu'il est encore possible de changer de cap (le mot de "rupture" est même plusieurs fois évoqué). Comme le dit ailleurs Nicolas Hulot avec sa métaphore du Titanic, on ne peut se contenter de légèrement ralentir alors que notre Titanic (garanti insubmersible par son fabricant) se précipite à toute vitesse sur l'Iceberg fatal, il faut "changer de cap".

## Contenu et découpage
On peut distinguer plusieurs grandes parties, chacune étant constituée de sous-parties, séquences thématiques presque autonomes. Les unes sont des séquences d'images d'éléments de paysage, d'événements, d'activités humaines. Les autres sont des extraits du discours des personnalités interviewées par l'auteur.
La première partie est une sorte de rappel introductif, qui alerte ou ré-alerte le spectateur sur la réalité, la gravité des dérèglements climatiques et de l'érosion accélérée de la biodiversité.
Elle annonce une question qui sera un des fils conducteurs de la seconde partie du film, et qui illustre par avance les propos des personnalités interrogées dans les 2 parties suivantes et dans la conclusion.
Les dérèglements climatiques, les pluies acides les disparitions accélérées d'espèces sont-ils des aléas isolés ou le début d'une crise écologique majeure et planétaire ? voire les signes alarmants et annonciateurs ou les prémisses d'une possible extinction massive d'espèces, voire d'une disparition de l'espèce humaine ?
La seconde partie, qui fait aussi intervenir des experts, rappelle que l'empreinte de l'homme sur la nature et la planète est devenue mondiale et plus importante que jamais et qu'elle dépasse maintenant les capacités bioproductrices de la planète ;  
Les progrès industriels et agricoles, et la démographie humaine ont des impacts mettant maintenant en cause les grands équilibres écologiques et les grands cycles biogéochimiques, faisant progresser les déserts, vidant les océans de leur faune, faisant fondre les calottes glaciaires, reculer les glaciers et affectant jusqu'au climat global, en menaçant une partie des terres (habitées et cultivées) d'invasion marine. Le spectateur comprend le caractère plus ou moins irréversible des changements en cours (à échelle humaine de temps).
La troisième partie aborde les aspects économiques et les incohérences du mal développement.
La croissance économique et la consommation de biens ne devraient pas être des fins en soi mais des moyens parmi d'autres de répondre aux besoins essentiels de l'homme, pour atteindre le bonheur et la qualité de vie ; 
On a voulu donner une valeur économique aux biens naturels, alors que le « Millenium ecosystems assessment » a montré que les services écologiques, gratuitement fournis par la nature, et qui sont en rapide voie de dégradation ont une valeur bien plus grande. 
Une évaluation citée par un des experts interrogé a porté à 35 trillions de dollars la valeur de ces services (ce qu'il faudrait payer pour remplacer la pollinisation par les insectes ou l'épuration de l'eau par les plantes, etc.), à comparer aux 18 trillions de dollars correspondant à la valeur de toutes les économies des pays de la planète.
Ainsi la nature est elle un agent économique oublié, bien que produisant gratuitement toutes les matières, aliments et l'énergie dont nous avons besoin, et  bien qu'ayant produit nos énergies fossiles. Il serait juste et nécessaire de l'intégrer à la théorie économique pour que le système économique soit véritablement global  et non faussé- Ce que nous faisons ; c'est comme si l'humanité avait toujours été subventionnée par un agent invisible (grâce aux carburants fossiles tant qu'il en reste, et avec les effets que l'on sait). Une estimation montre que si l'homme devait faire tout le travail de la nature (par exemple la pollinisation dont s'occupent les abeilles ou la conversion de CO2 en O2 dont les arbres se chargent en ce moment), il nous en coûterait 35 trillions (1012) de dollars par an. L'économie annuelle mondiale produit 18 trillions de dollars.
Une quatrième partie évoque clairement la disparition possible (le mot « suicide » est même prononcé) de l'humanité, mais aussi de nombreuses autres espèces si l'Homme ne change pas radicalement son comportement vis-à-vis de la biosphère.  
Certains des experts pensent que la nature aura la force de recoloniser les espaces laissés par l'homme s'il disparaît. 
D'autres évoquent cependant la possibilité, si l'on dépassait un seuil (assez proche au rythme tendanciel actuel) de dérèglement climatique, que la planète voit son atmosphère, ses sols et ses eaux entamer un cycle de dégradation conduisant à une désertification totale des terres, puis à une acidification telle que toute vie évoluée disparaisse, avant que la terre ne ressemble à la planète Mars. 
La finalité du film semble organisée autour d'une triple question éthique : Pouvons-nous, devons-nous et voulons-nous sauver la terre et les espèces qui y cohabitent encore avec nous ?
Les dernières interviews sont positives, optimistes et délivrent des messages d'espoirs (il est encore possible de sauver la planète), mais en rappelant fermement que sur une horloge de 24 h, nous sommes à 23h, 59 minutes et 59 secondes.. C'est maintenant et dans les années qui viennent que l'humanité doit se ressaisir, prendre conscience de l'imminence d'un possible « Global collapse » (crise écologique globale, avec effondrement en série des écosystèmes), et mettre très vite en œuvre un mode de développement de transition, plus intelligent, plus sobre en énergie et plus frugal au regard de la consommation de ressources naturelles, en généralisant l'écoconception. 
Il s'agit aussi non seulement de  protéger l'environnement  mais aussi de le réparer (l'exemple de la mycorestauration est donné), sans attendre que le politique fasse tout, ni prétexter que d'autres pays ont un impact plus important (il est rappelé que si la Chine a effectivement un impact important pour le climat, c'est essentiellement pour produire des biens dépensés dans les pays occidentaux).
Plusieurs intervenants insistent sur l'importance de la beauté du monde et sur les valeurs éthiques. 
Le dernier intervenant, souriant, conclut en rappelant qu'une valeur bien plus fondamentale et universelle que l'argent pour l'Homme est l'amour.

## Thèmes généraux abordés
- Les relations de l'Homme avec la Nature et la biosphère ont fortement changé avec l'invention du moteur à vapeur ou à explosion et d'une économie presque entièrement basée sur l'exploitation de ressources fossiles, émettrices de gaz à effet de serre ;
- Dans un monde fini, la croissance économique  éternelle basée sur l'exploitation matérielle de ressources naturelles, plus rapidement que ce qu'autorise le renouvellement naturel des ressources n'est pas durablement possible. Or c'est ce que nous faisons encore.
- Le risque accru de catastrophes naturelles, de dégradation environnementale planétaire, de mise en péril des équilibres écologiques est une réalité, et peut menacer la survie de l'humanité, voire de toutes les espèces, sans un changement radical des modes de développement et de vie.
- L'homme qui en devenant intelligent s'est extrait de la nature, a souvent perdu le contact avec elle. Mais c'est aussi une espèce qui a acquis le sens de l'avenir et une certaine capacité de vision prospective. Il semble devenu la seule espèce à pouvoir être conscient de ses impacts immédiats et différés sur la planète ; ce qui lui donne une responsabilité supplémentaire.
- Il existe une responsabilité partagée d'une société mondialisée et consumériste face à la crise écologique. Des freins importants au changement persistent de la part de certains lobbies industriels (le Fossil fuels lobby (en) est notamment explicitement cité) et politiques, mais le citoyen a un pouvoir de changer individuellement et un pouvoir de vote par ses choix de consommation. Un des problèmes, selon M. Gorbatchev est que l'homme se considère encore comme "maître de la nature".
- Un monde sans déchets est possible : aujourd'hui (2008), en moyenne, quand un conteneur de produits manufacturés est mis sur le marché, une quantité correspondante de 38 conteneurs de déchets a été produite. Une société sans déchets, ou plus précisément où tous les déchets seraient recyclés est possible, souhaitable et nécessaire expliquent plusieurs des personnalités filmées.
- Les valeurs mises en avant par les sociétés dites développées sont-elles celles qui sont le plus souhaitables ? DiCaprio et les experts qui parlent, invitent à œuvrer pour un monde où "le sens de notre vie serait dérivé non pas du bien-avoir, mais du bien-être". Et où la conception et le recyclage des biens se rendraient compatibles avec les processus naturels. Un exemple est donné avec le fil de la toile d'araignée qui est plus solide (à poids et diamètre égal) que l'acier ou le kevlar mais qui est aussi produit sans haute température, sans haute pression, et avec de l'eau et des corps simples à la différence de l'acier et du Kevlar qui demandent une grande quantité de matière, de moyens techniques lourds et d'énergies fossiles. L'écoconception peut et doit s'inspirer de processus de ce type (sobres, efficients  et non-polluants). Les solutions techniques (solaire, éolien, technologies propres, sobres et sûres) existent.
- Le droit ne protège pas aujourd'hui les plantes et les animaux, même en tant que fournissant des aménités, services écologiques et biens consommables indispensables à l'homme.

## Citations extraites du film
« Ce que j'entends dans mes rêves, ce sont les générations à venir remontant le temps pour nous demander : "Qu'est-ce que vous faites ? Vous ne voyez pas ?" »
« Le simple fait de penser que nous sommes séparés de la nature est d'une certaine manière un trouble de la pensée. » (James Hillman)
« Le vrai problème est que nous sommes trop nombreux à utiliser trop de ressources trop vite. » (Richard Heinberg)
« Nous ne savons pas où s’arrêtera le réchauffement climatique. » (Stephen Hawking)
« Notre culture est construite sur l’hypothèse que nous sommes la forme de vie supérieure sur terre, que nous sommes séparés de toutes les autres formes de vie. » (Thom Hartmann)
« Pour moi les ravages de Katrina n’étaient qu’un prologue. Je crois sincèrement que le pire est à venir sur ce front-là. » (Ray Anderson)
« Nous avons perdu 86 % des gros poissons de mer en un demi-siècle. » (Sylvia Earle)
« De nos jours, les écosystèmes – forêts, ruisseaux, lacs, rivières – n’ont pas de droits. Ce sont des biens privés. » (Thomas Linzey)
« Les économistes ne tiennent aucun compte de ce que la nature fait gratuitement pour nous. » (David Suzuki)
« Nous avons un système industriel qui produit des déchets et il est clair qu’on ne peut pas continuer à transformer la terre en déchets. » (Ray Anderson)
« L’arme de destruction massive par excellence est surtout la mondialisation économique. » (Kenny Ausubel)
« Je crois qu’au fond c’est l’esprit humain qui nous a fait perdre l’équilibre avec le reste de la nature. » (David Suzuki)
« Nous ne pouvons pas continuer à polluer l’atmosphère, à empoisonner les océans, à épuiser les sols. Nous n’en avons pas d’autres à notre disposition. » (Stephen Hawking)
« La tragédie de notre existence, c’est que nous sommes une espèce dans sa petite enfance. » (David Suzuki)
« Il faut que les gens soient conscients des forces mondiales qui affectent leur vie, et qui l’affecteront de plus en plus à l’avenir. » (Joseph Tainter)
« On voit aujourd’hui qu’une espèce s’empare de trop de ressources présentes sur terre, et qu’elle en laisse très peu pour permettre aux autres créatures de vivre. » (Peter Warshall)
« Ce qui arrive à notre planète devrait nous faire penser et agir différemment. » (Mikhaïl Gorbatchev)
« Nous devons prendre des décisions cruciales tout de suite, maintenant, pour la génération actuelle, parce que la crise écologique est devenue planétaire. » (Mikhaïl Gorbatchev)
« C’est l’amour, la force qui nous rend pleinement humains. » (David Suzuki)
« Il n’y aura peut-être plus d’hommes mais la terre se régénérera. Vous savez pourquoi ? Parce que la terre a tout son temps devant elle, pas nous. » (Oren Lyons)
« Nous sommes subventionnés par le pétrole. Et parce que nous sommes subventionnés par le pétrole, lorsque nous achetons quelque chose dans un magasin nous n'en payons pas le coût réel, nous ne payons pas le véritable coût de production. » (Joseph Tainter)

## Bande originale
- Torching Koroviev par Khanate
- Chiaro par Arve Henriksen
- Charred par Toadliquor
- Continental par Robin Guthrie
- Zauberberg n° 5 par Gas
- Lullabye for Christie par Dirty Three
- White lake par Def Center
- Zauberberg n° 6 par Gas
- Svefen G Englar par Sigur Rós
- The White arcades par Harold Budd
- Avalon par Sigur Rós
- Sigur 3 par Sigur Rós
- Flugufrelsarinn par Sigur Rós
- Otterley par Cocteau Twins
- Ny batteri par Sigur Rós
- Wasted years par Ulf Lohmann
- Mondlied par Triola
- Soft mistake par Lamb (groupe)
- Mogwai fear Satan par Mogwai (groupe)
- Politik par Coldplay
- Auto rock par Mogwai (groupe)
- Kemp par Lukas Haas